# Parlement Bretanje
Parlement Bretanje (fr: parlement de Bretagne) je bilo sodišče na podlagi starega pravnega reda v Franciji, s sedežem v Rennesu, Bretanja. Zadnja stavba hiše Parlementa še vedno stoji, v njej zdaj domuje Rennesovo pritožbeno sodišče, ki je pravni naslednik Parlementa.

## Parlement v stari pravni ureditvi
Kot pri vseh Parlementih preden so bili leta 1789 odpravljeni, je imela Bretanja suvereno sodišče, predvsem za obravnavo pritožb in izrekanje kazni nižjega ranga.
Parlement je imel omejene zakonodajne pristojnosti in nekaj avtonomije glede na kraljeve privilegije. Plemiči v Bretanji so bili ostri pri obrambi pravice province znane kot "Bretonske svoboščine" in so jih vzdrževali v skladu s pogodbo zveze s Francijo. Odločeni so bili izvajati te pristojnosti in igrati pomembno vlogo v življenju Parlementa in posledično v življenju celotne pokrajine. Ta odpor do kraljevih sil, ki je vključeval obrambo institucij in privilegijev plemstva, je bil vsesplošen. Sestavljeni iz podobnih članov s številnimi interesi v skupni, so bili stanovi v Bretanji (predstavniki provinc) združeni v Parlement Bretanje za obrambo svojih pravic.

## Zgodovina
- 1485: Vojvoda Francis. II uvede suveren Parlement v Vannesu, ki je prvič zasedal v jeseni.
- 1532: Parlement je preklical posebno sodišče Karla VIII., po katerem so vse pritožbe presojali v Parlementu v Parizu, kar je prispevalo k zamudam pri obnovi suverenega sodišča v pokrajini.
- marec 1553: Selitve Parlementa Bretanje, ki je zasedal izmenično v Rennesu (avgust do oktobra) in Nantesu (februar do aprila).
- 2. avgust 1554: Prvo srečanje v Rennesu, ki mu sledi drugi v Nantesu 4. februarja 1555
- junij 1557: Srečanje dvakrat letno, vendar le v Nantesu. Seje so razdeljene med veliki senat in preiskovalne zbornice. Sodeluje šestdeset sodnikov.
- 1561: srečanje izključno v Rennesu, pri samostanu Cordeliers.
- december 1575: Ustanovitev kazenskega sodišča, Tournelle
- september 1580: Ustanovitev Razveljavitvenega senata, kjer so poslušali pritožbe zoper odločbe Parlementa.
- 1591: Začetek razširjenih sej, vendar brez povečanja plačil.
- 20. marec 1598: Vojvoda Filip-Emanuel iz Lorene podeli amnestijo sodnikom Parlementa, ki so ustanovili sodišče v Nantesu leta 1589.
- 1599-1600: Prepoved sestankov v avgustu
- 1578: Rennesu je dovoljeno, da pobira davke za gradnjo nove stavbe Parlementa - predvsem davek na jabolčnik.
- julij 1600: Srečanja postanejo spet dvakrat letno, februar-julij in avgust.-januar.
- 15. september 1618: Postavljen prvi kamen za novo stavbo
- 1631: Konflikt s kardinalom Richelieujem po obnovitvi pristojbin.
- 16. januar 1655: novo stavbo je uradno odprl najstarejši predsednik Parlementa
- 22. januar 1668: Ustanovitev Zgornje zbornice plemstva Bretanje
- 18. september 1675: Ludvik XIV. prenese Parlement v Vannes in kaznuje Rennes za sodelovanje v uporu proti kolkovanju dokumentov
- 1. februar 1690: Prvo srečanje Parlementa, ko se vrne v Rennes
- februar 1704: oblikovanje pritožbenega senata za zadeve v zvezi z vodo in gozdovi.
- marec 1724: Enkrat letno srečanje od novembra do avgusta. Ustanovitev zbornice naj bi jih sestavili v času poletnih počitnic. Ustanovljena je bila druga preiskovalna zbornica, kot tudi druga razveljavitvena zbornica.
- 15 julij 1769: Parlement je bil obnovljen po treh letih prekinitve, ki jo je povzročil vojaški guverner Emmanuel Armand de Vignerota.
- september 1771: Parlement je zaprl Ludvik XV. po nasvetu René Nicolasa de Maupeouja.
- december 1774: Parlement je bil ponovno sklican po ustoličenju Ludvika XVI..
- 1788: Močna opozicija v Parlementu Bretanje proti ustanavljanju novih velikih upravnih območij Francije. Nočejo imenovati nobenega predstavnika v États Généraux.
- 1789: Zadnja seja.
- 3. februar, 1790: Pravni obstoj se je končal, čeprav razglašen sklep, ki ga je sprejel Nacionalni parlament nikoli ni bil ratificiran s strani Parlementa, ki se je sestal na isti dan, in izjavil deklaracijo "nično in večno neveljavno" (Thesis Toublanc).
- 1804: Stavba Parlementa je postala sedež pritožbenega sodišča Rennesa
- 1994: stavba je bila uničena v požaru v času protestov lokalnih ribičev.
- 1999: Po petih letih obnove je v stavbi spet začelo delovati pritožbeno sodišče.

## Pristojnosti
Največja odgovornost Parlementa Bretanje je bila predelava pritožb zoper odločbe v civilnih zadevah, ne pa v kazenskih zadevah. Moralo je preučiti in soditi v obsežnih področjih sporov in vprašaj o vsem, kar bi lahko ušlo pozornosti iz različnih razlogov, glede na nižjo deželno zakonodajo.

### Glavne pristojnosti
- Zadeve, ki se nanašajo na "privilegije, posebne pravice in superiornost" baronov v Bretanji
- Zadeve v zvezi s škofom in kapitljem svojih katedral
- V zadevah v zvezi s kraljevimi častniki in duhovščino
- Zadeve, ki nastanejo v Parlementu samem
- Zlorabe ali poneverbe klerikov, uporabnikov in tožilcev
- Privilegiji mest, skupnosti in župnij
- Pravilnik za sejme in trge
- Vprašanja splošne politike
- Pričakovane koristi
- Spori sodnikov v zvezi z njihovimi delovnimi obremenitvami
- Spori o pristojnosti
- Spori o obdavčitvah
- Vprašanja glede izbire kraja sodbe, ker lahko zadeve zajemajo številne pristojnosti.
- Vprašanja glede skrbništva otrok ali duševno bolnih

### Pritožbe
- Pritožbe, ki so posledica "nekompetentnega sodnika"
- Pritožbe kraljevih sodišč (izven sodišč ter) glede lastništva zemljišč
- Pritožbe, ki so posledica "odrekanje sodnega varstva" in za "razrešitev"
- Pritožbe zoper sodbe, ki jih je sprejel predstojnik Univerze v Nantesu
- Pritožbe kot posledica pristojnosti kapitlja
- Pritožbe, ki so posledica zlorab
- Pritožbe, ki so posledica pravne zaplembe ali dovoljenje za zaplembo
- Pritožbe glede najemov in dražbe stavb
- Pritožbe zoper sodbe o upravičencih oporok
- Pritožbe konzularnih in arbitražnih sodb

## Administrativne kompetence
Parlement Bretanje je imel številne posebne pravice, kot so skrbništvo nad župnijami in nadzor nad policijo. Enako kot kraljeve sodbe in razglasi, so lahko zahtevali izvajanje bolj ali manj takoj.
Župnije so morale zaprositi za soglasje Parlement, ko so želeli zbirati denar za lastne potrebe (popravila na primer). Štirideset župnij je prosilo za take odločitve v enem mandatu v letu 1693. Župnijski rektor ni mogel objaviti nobenih sodb.
Ena od novosti zakonodaje od 16. - 24. avgusta 1790, po ukinitvi Parlementa, je bila ločitev pravosodnih in upravnih sodišč.

## Zgradba Parlementa
Načrte je izdelal mestni arhitekt v Rennesu, German Gaultier, revidiral jih je Salomon Brush (oblikovalec fasad). Parlement Bretanje se je odločil za palače v središču mesta, kjer je bil sedež vse od leta 1655.
Stavba je bila obnovljena po hudi poškodbi po požaru 5. februarja 1994. Dogodek je bil povezan z nasilnimi protesti lokalnih ribičev. Stavba je bila prilagojena zahtevam 21. stoletja. Pritožbeno sodišče v Rennesu je lahko nadaljevalo svoje delo po petih letih.
- Čakalnica
- Strop v čakalnici
- Detajl poslikave v sodni dvorani.
- Iz stropa v pritožbenem sodišču - Zmaga pravice
- Sodna dvorana
- Notranje dvorišče
- Vhod v Veliki senat
- Veliki senat